# Miss Excellence France
Miss Excellence France, d’abord intitulé Miss Nationale, puis Miss Nationale - Geneviève de Fontenay en 2010, puis Miss Prestige national entre 2010 et 2018, est un concours de beauté féminin français créé par Geneviève de Fontenay après sa démission de la Société Miss France en avril 2010. Geneviève de Fontenay est la présidente d'honneur du comité jusqu'en 2016, date à laquelle elle cesse toute activité au sein de ce dernier.
Christiane Lillio, Miss France 1968, est la présidente du comité depuis 2011.

## Histoire
Geneviève de Fontenay crée en octobre 2010, le concours Miss Nationale ; après sa démission de la Société Miss France en avril 2010.
Le 10 novembre 2011, la justice interdit à Geneviève de Fontenay d'organiser son concours pour 2012.
Le 17 novembre 2011, Geneviève de Fontenay confirme le maintien de l'élection, mais à la suite de cette assignation devant le tribunal de grande instance de Nanterre par Michel Le Parmentier détenteur de la marque « Miss Nationale » pour contrefaçon et usage illicite d'une marque déposée à l'Institut national de la propriété industrielle (INPI), Geneviève de Fontenay annonce que le concours est rebaptisé « Miss Prestige National » et qu'elle n'utilisera plus le logo qui s'inspire directement de son chapeau. Depuis 2012, la dénomination « Miss Nationale » est utilisée par le « Comité Miss Nationale » de Michel Le Parmentier.
Le 13 novembre 2013, la Société Miss France dirigée par Sylvie Tellier et Geneviève de Fontenay publient un communiqué précisant que les deux parties ont trouvé un accord pour cesser les procédures engagées et ainsi poursuivre correctement l'organisation des deux concours distincts. Dans cet accord, il est stipulé que l'élection de Miss Prestige national se déroulera à partir du 7 janvier de chaque année, soit un mois plus tard que l'élection de Miss France. Enfin, l'écart géographique et temporel au niveau des élections régionales est mis en place pour éviter la confusion du public.
Geneviève de Fontenay a été la présidente d'honneur du comité Miss Prestige national. L'élection de Miss Prestige national 2016 a été la dernière de Geneviève de Fontenay qui a fait ses adieux sur la scène du cabaret Le Paradis des Sources, à Soultzmatt, en Alsace, le 16 janvier 2016.
À la suite d'une décision judiciaire, Christiane Lillio n'a plus le droit de faire usage du titre Miss Prestige national. En effet, la marque Miss Prestige national a été déposée à l'INPI par Stéphanie Gaudin par l’intermédiaire de Frédéric Patureau, membre de l’exécutif du Comité Miss Prestige national qui a quitté le comité par la suite. Elle dépose donc la marque Miss Excellence France à l'INPI le 9 novembre 2018.

## Retransmissions à la télévision
La première élection de Miss Nationale a lieu le 5 décembre 2010, Salle Wagram, à Paris. Le sacre et les dix dernières minutes sont retransmises en direct sur RMC et BFM TV, avec un fil rouge tout au long de la soirée sur cette même chaîne. 
Lors de la seconde édition du concours, l'élection est retransmise en direct sur le site spécialement créé à l'occasion et sur Facebook.
Pour la quatrième élection, l'élection est retransmise sur la chaîne régionale 8 Mont-Blanc (diffusé sur le numérique, le satellite l’ADSL et le câble).
En janvier 2015, la cinquième édition est retransmise sur la chaîne nationale Non Stop People.
En janvier 2016, la sixième édition est diffusée sur Alsace20 et 14 autres chaînes régionales partenaires (liste).
Miss Excellence France (auparavant Miss Prestige national), élue pour un an, parcourt la France avec Christiane Lillio. Elles passent ensuite dans les émissions de télévisions nationales telles que les talk-shows, les divertissements, les journaux de chaînes d'informations ainsi que dans des émissions de télévision régionales.

### Identité visuelle

Logo de Miss Prestige national de 2012 à 2014
Logo de Miss Prestige national de 2015 à 2018

## Lauréates depuis 2011
| Année | Dénomination           | Nom                       | Région              | Lieu d'élection      | Commentaires |
| ----- | ---------------------- | ------------------------- | ------------------- | -------------------- | --- |
| 2011  | Miss Nationale         | Barbara Morel             | Provence            | Paris                | Première Miss Nationale élue depuis le départ de Geneviève de Fontenay de Miss France.                                                     |
| 2012  | Miss Prestige national | Christelle Roca           | Cerdagne-Roussillon | Divonne-les-Bains    | Première Miss Prestige national élue sous ce titre.                                                                                        |
| 2013  | Miss Prestige national | Auline Grac               | Provence            | Paris                | Dernière élection en décembre, les autres auront lieu au début de janvier.                                                                 |
| 2014  | Miss Prestige national | Marie-Laure Cornu         | Pays de Savoie      | Paris                | Élue en direct sur TV8 Mont-Blanc. |
| 2015  | Miss Prestige national | Margaux Deroy (destituée) | Flandre             | Kirrwiller           | Élue en direct sur Non Stop People. |
| 2016  | Miss Prestige national | Émilie Secret             | Picardie            | Soultzmatt           | Dernière élection sous la présidence d'honneur de Geneviève de Fontenay.                                                                   |
| 2017  | Miss Prestige national | Cécile Bègue              | La Réunion          | Gauriaguet           | Élue en direct sur TV7 Bordeaux et diffusée sur 18 autres chaînes régionales partenaires.                                                  |
| 2018  | Miss Prestige national | Charlotte Depaepe         | Flandre             | Saint-Étienne        | Élue en direct sur TL7 et diffusée sur 23 autres chaînes régionales et locales partenaires.                                                |
| 2019  | Miss Excellence France | Maëva Serra               | Provence            | Hem                  | Première Miss Excellence France élue sous cette appellation.                                                                               |
| 2020  | Miss Excellence France | Léana Amann               | Alsace              | Toulouse             | Élue en direct sur les chaînes locales et régionales de France ainsi que sur IDF1 et Mayotte 1ère.                                         |
| 2021  | Miss Excellence France | Larissa Salime Be         | Mayotte             | Soultzmatt           | Élue en direct sur les chaînes locales et régionales de France ainsi que sur IDF1 et Mayotte 1ère. Première lauréate provenant de Mayotte. |
| 2022  | Miss Excellence France | Garance Ravel             | Loire-Forez         | Saint-Amand-Montrond | Première lauréate provenant du Loire-Forez.                                                                                                |
| 2023  | Miss Excellence France | Laura Herault             | Ile-de-France       | Châteaubernard       | Première lauréate provenant de la région Île-de-France.                                                                                    |
| 2024  | Miss Excellence France | Manon Lassus              | Franche-Comté       | Aix-les-Bains        | Première lauréate provenant de la Franche-Comté.                                                                                           |
| 2025  | Miss Excellence France | Chahinez Aït Dadda Alla   | Nord                | Belfort              | Première lauréate provenant du Nord. |

### Galerie

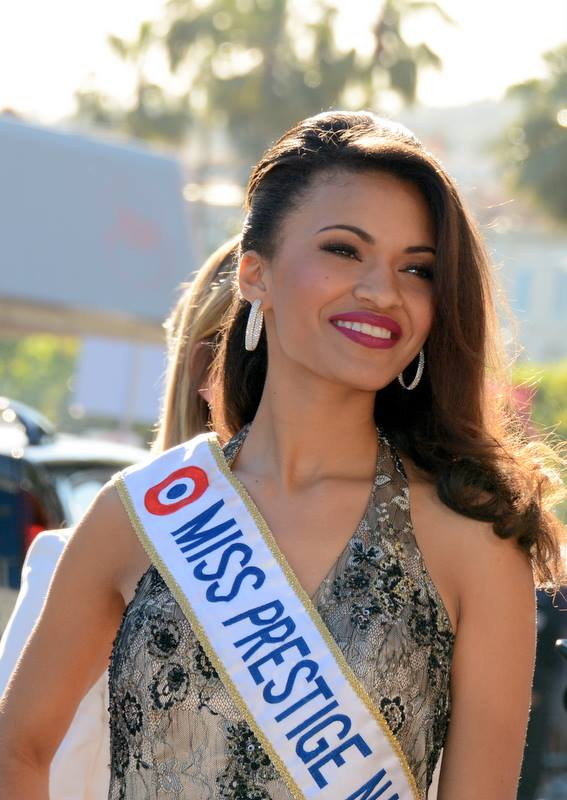
Auline Grac, Miss Prestige national 2013
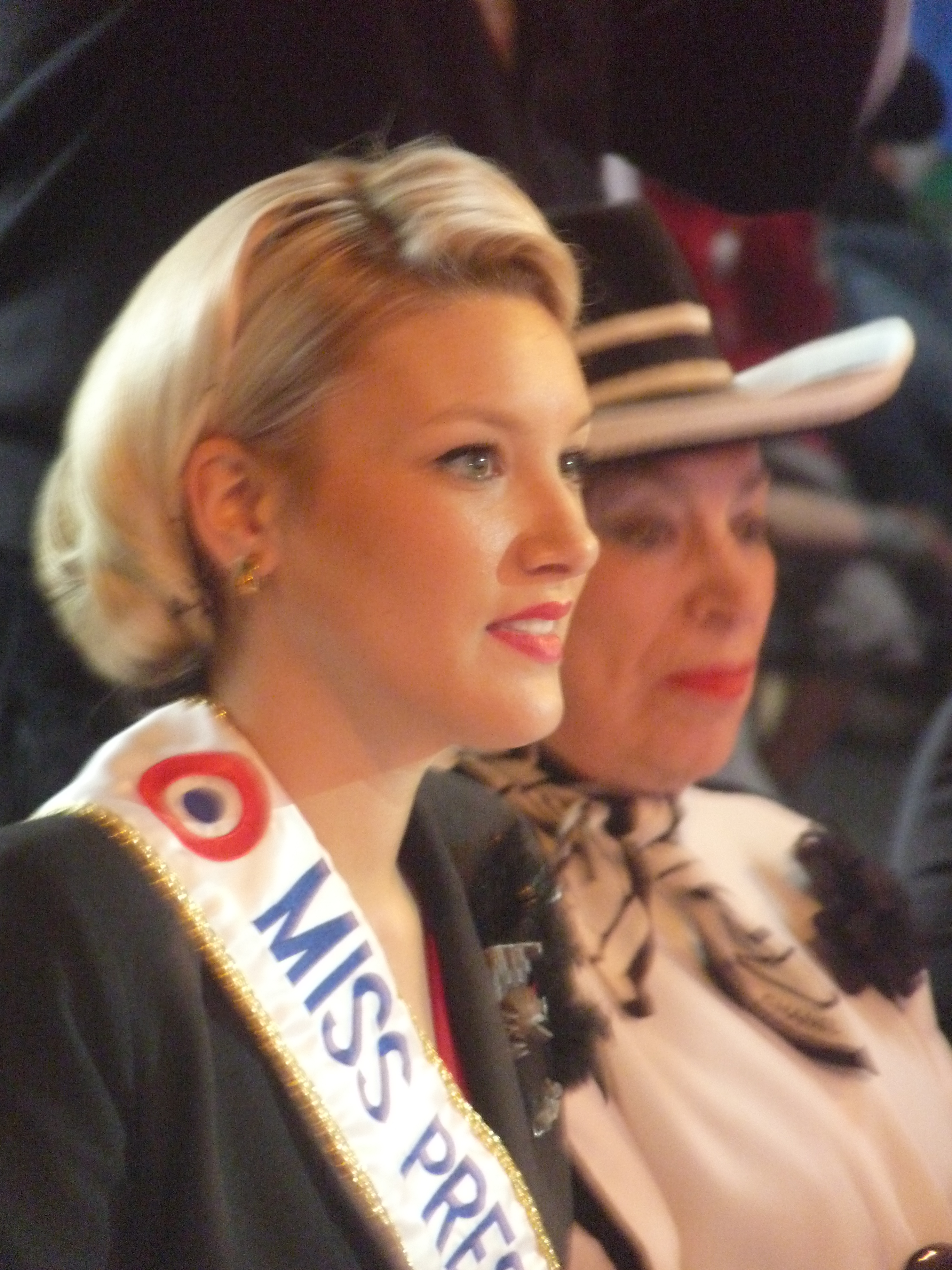
Christelle Roca, Miss Prestige national 2012 et Geneviève de Fontenay

### Palmarès par région administrative et DOM-TOM
| Région                     | Victoire(s) | Année(s)                  |
| -------------------------- | ----------- | ------------------------- |
| Hauts-de-France            | 4           | 2015 , 2016 , 2018 , 2025 |
| Provence-Alpes-Côte d'Azur | 3           | 2011, 2013, 2019          |
| Auvergne-Rhône-Alpes       | 2           | 2014 , 2022               |
| Bourgogne-Franche-Comté    | 1           | 2024                      |
| Île-de-France              | 1           | 2023                      |
| Mayotte                    | 1           | 2021                      |
| Grand-Est                  | 1           | 2020                      |
| La Réunion                 | 1           | 2017                      |
| Occitanie                  | 1           | 2012                      |